# Kaginelli, Byadgi
Kaginelli là một làng thuộc tehsil Byadgi, huyện Haveri, bang Karnataka, Ấn Độ.